# Belastingvrij

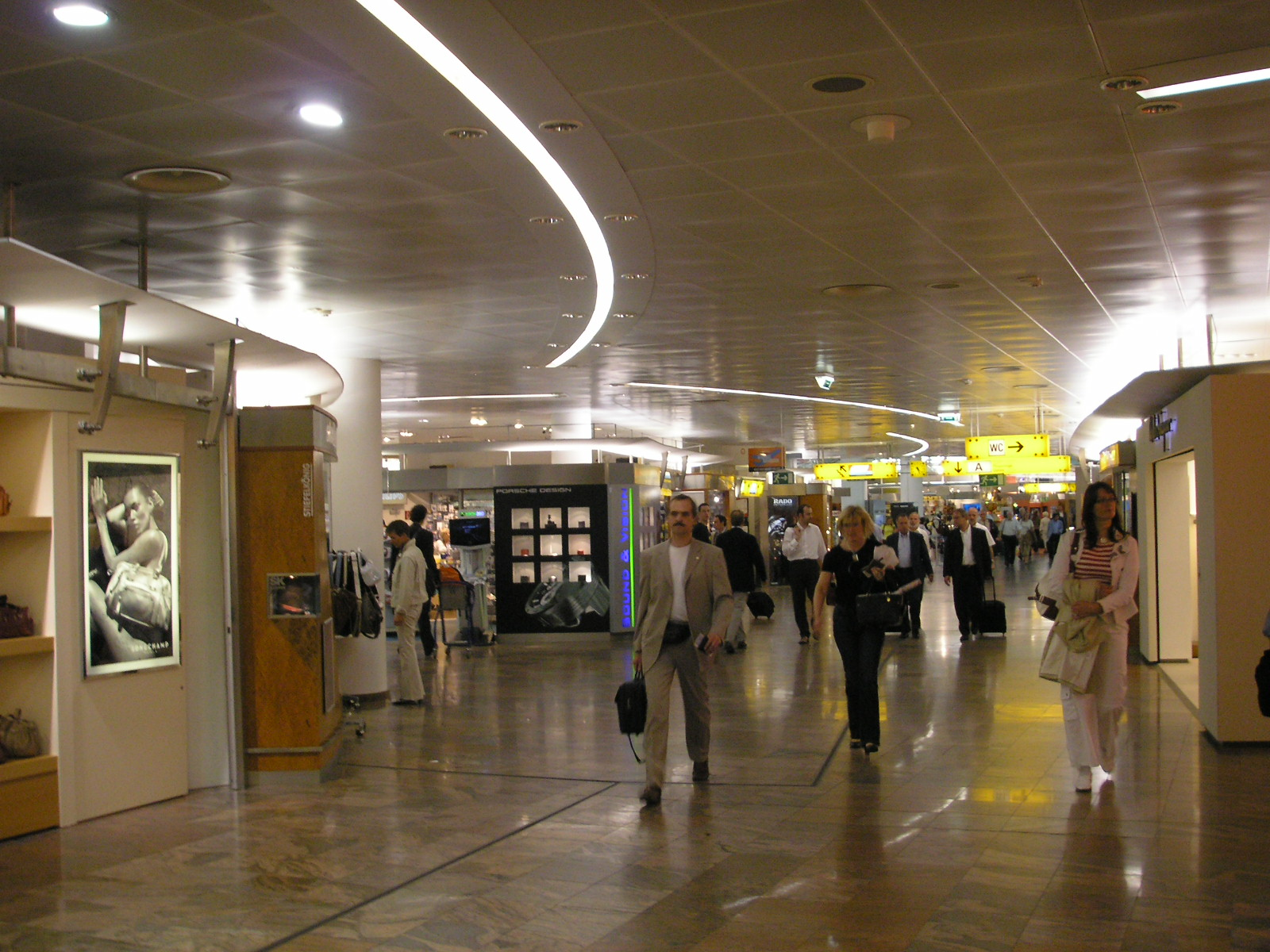
Taxfreewinkels op het Weense vliegveld Wien-Schwechat

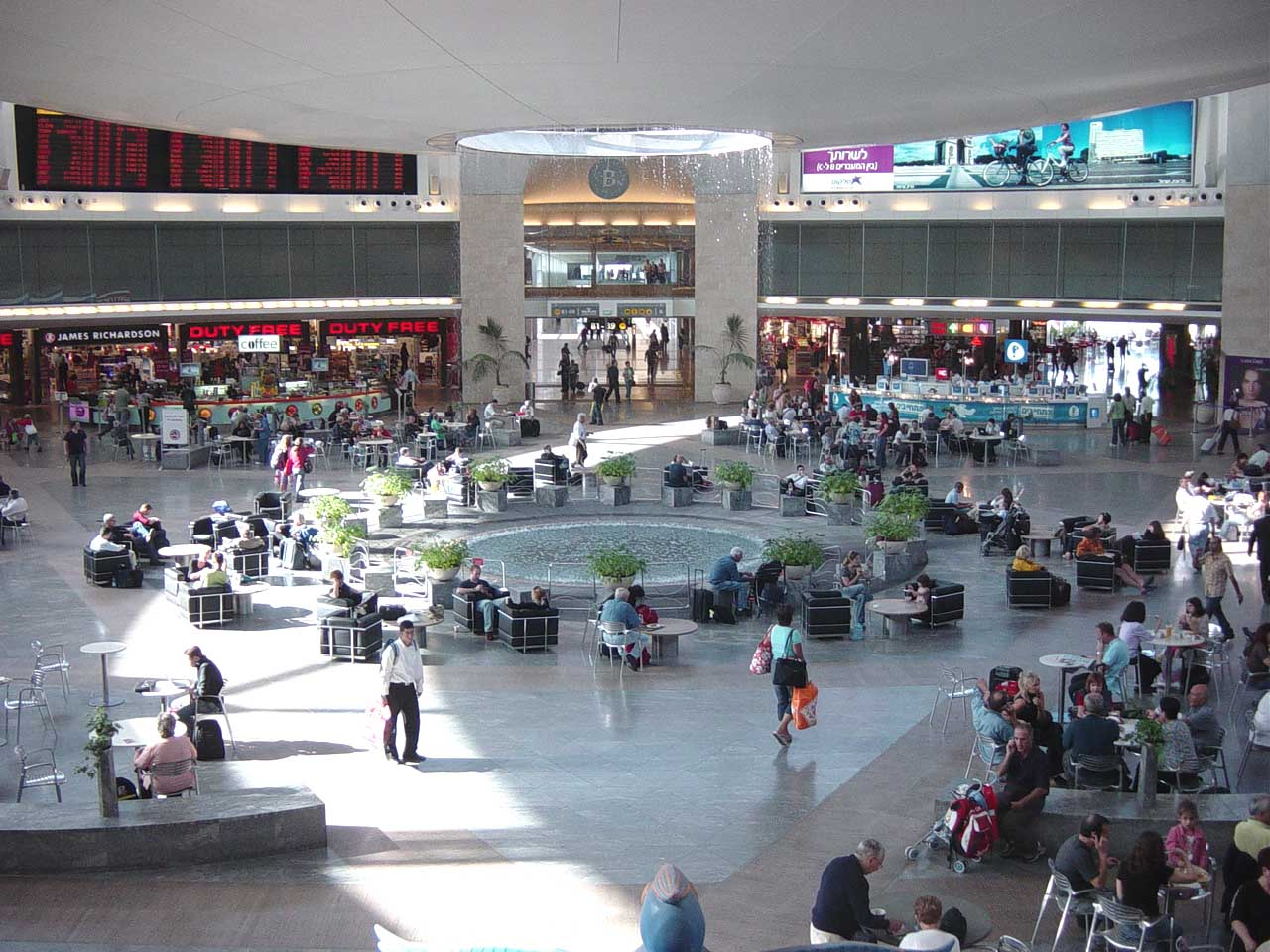
Taxfreewinkels op de luchthaven Ben Gurion in Tel Aviv, Israël

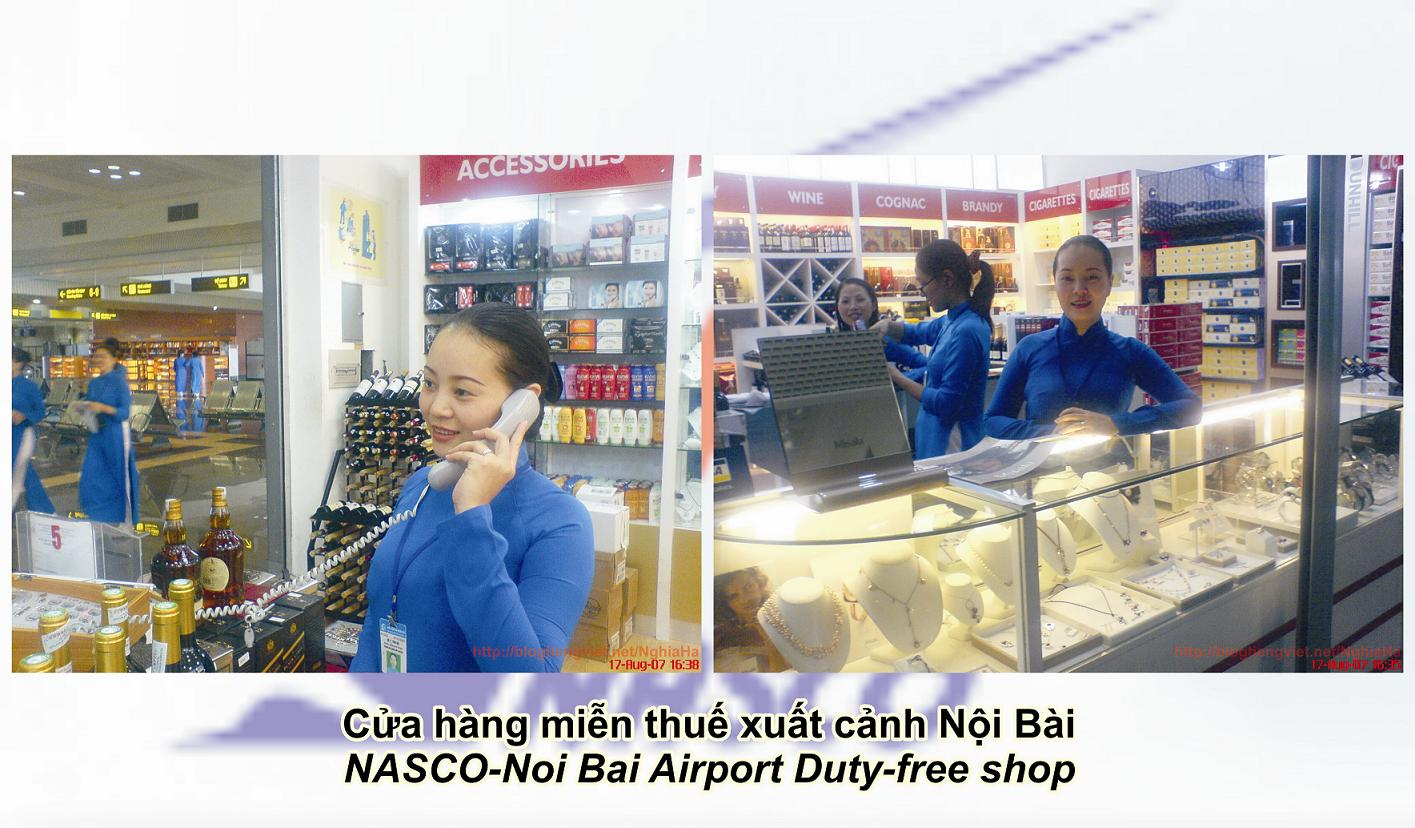
Taxfreewinkel op de luchthaven Noi Bai met verkoop van cognac, brandy, sigaretten, wijn en meer

Belastingvrij (Engels: duty free, een bekende pseudo-Engelse term in het Nederlands is taxfree) is iets als er geen belasting op wordt geheven. Vooral producten waarop accijns wordt geheven, zoals tabakswaren en alcohol, zijn dan een stuk goedkoper.
Belastingvrije winkels komt men voornamelijk tegen op luchthavens. De term belastingvrij wordt ook wel gebruikt voor prijzen van bijvoorbeeld een loterij die volledig worden uitgekeerd, dus zonder er kansspelbelasting van af te trekken.

## Europese Unie
Bij vluchten of boottochten binnen de Europese Unie is het sinds 1999 niet meer mogelijk belastingvrije inkopen te doen in de belastingvrije winkels. Alleen wanneer gereisd wordt met bestemming buiten de EU kunnen in de EU nog belastingvrije aankopen gedaan worden. Deze goederen mogen bij terugkeer van bijvoorbeeld vakantie niet mee terug genomen worden, omdat er anders alsnog belasting over betaald moet worden. Uitzondering hierop zijn de Canarische Eilanden, Åland, Helgoland en Livigno.

### BTW-teruggave
Reizigers woonachtig buiten de EU kunnen in winkels buiten de luchthaven belastingvrij winkelen. Ze betalen dan wel de normale prijs in de winkel, maar kunnen de belasting (BTW) bij export buiten de EU terugkrijgen. Reizigers dienen dan met hun aankoopbewijs de douane te bezoeken op het vliegveld, voordat men de EU verlaat, om een uitvoerbewijs (stempel) te halen. De afgestempelde aankoopbewijzen kunnen dan worden teruggestuurd naar de betreffende winkels voor de teruggave.